# Skały abysalne
Skały abysalne należą do skał magmowych głębinowych krystalizujących na głębokościach rzędu 10–15 km. Jedną z cech charakterystycznych jest to, że zawsze występują w otoczeniu skał metamorficznych. Występują w postaci wielkich batolitów o powierzchniach wielu tysięcy km².
Odznaczają się średnio i gruboziarnistą strukturą i teksturą bezładną, czasami przechodzącą poprzez smugowe do gnejsowych. W ten sposób zachodzi przejście do skał metamorficznych. 
Intruzje skał abysalnych tworzą się na głębokościach powstawania ognisk magmowych. Z tego względu częstymi towarzyszami skał abysalnych są skały plutoniczne powstałe wskutek krystalizacji starszych skał magmowych lub metamorficznych. Często występująca dyfuzja jonów przez sieci krystaliczne i oddziaływanie par i gazów prowadzi po powstawania w tym środowisku innych skał granitoidowych w wyniku procesu zwanego granityzacją.
Jako przykłady skał abysalnych można podać wszelakie granitoidy, gabra, syenity, dioryty oraz granodioryty.

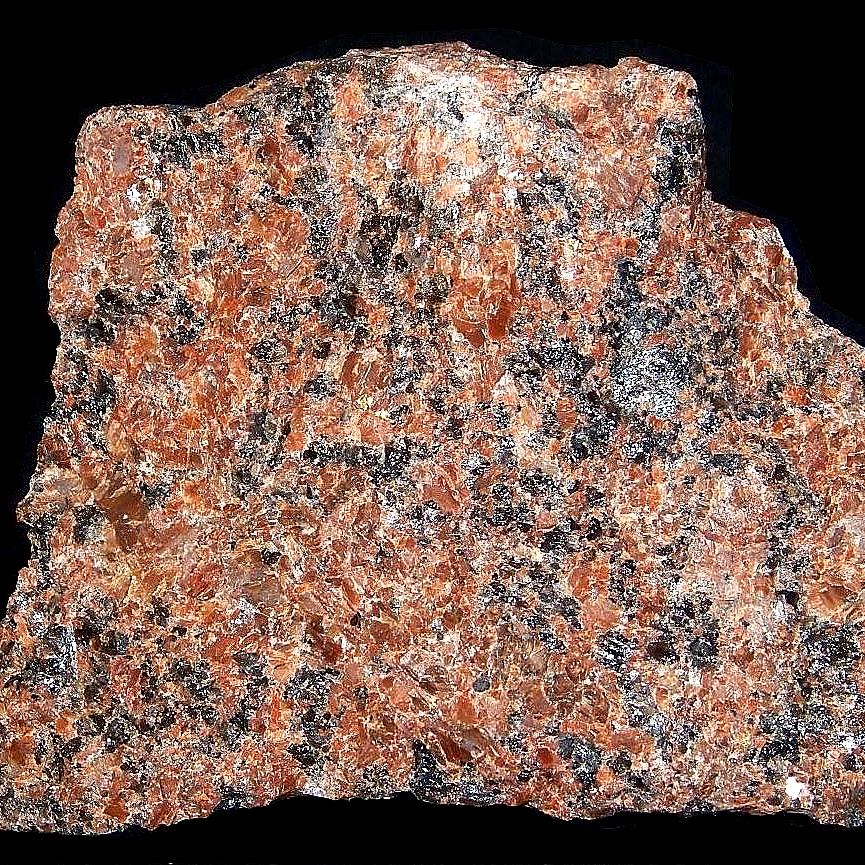
Granit vanga red o teksturze smugowej
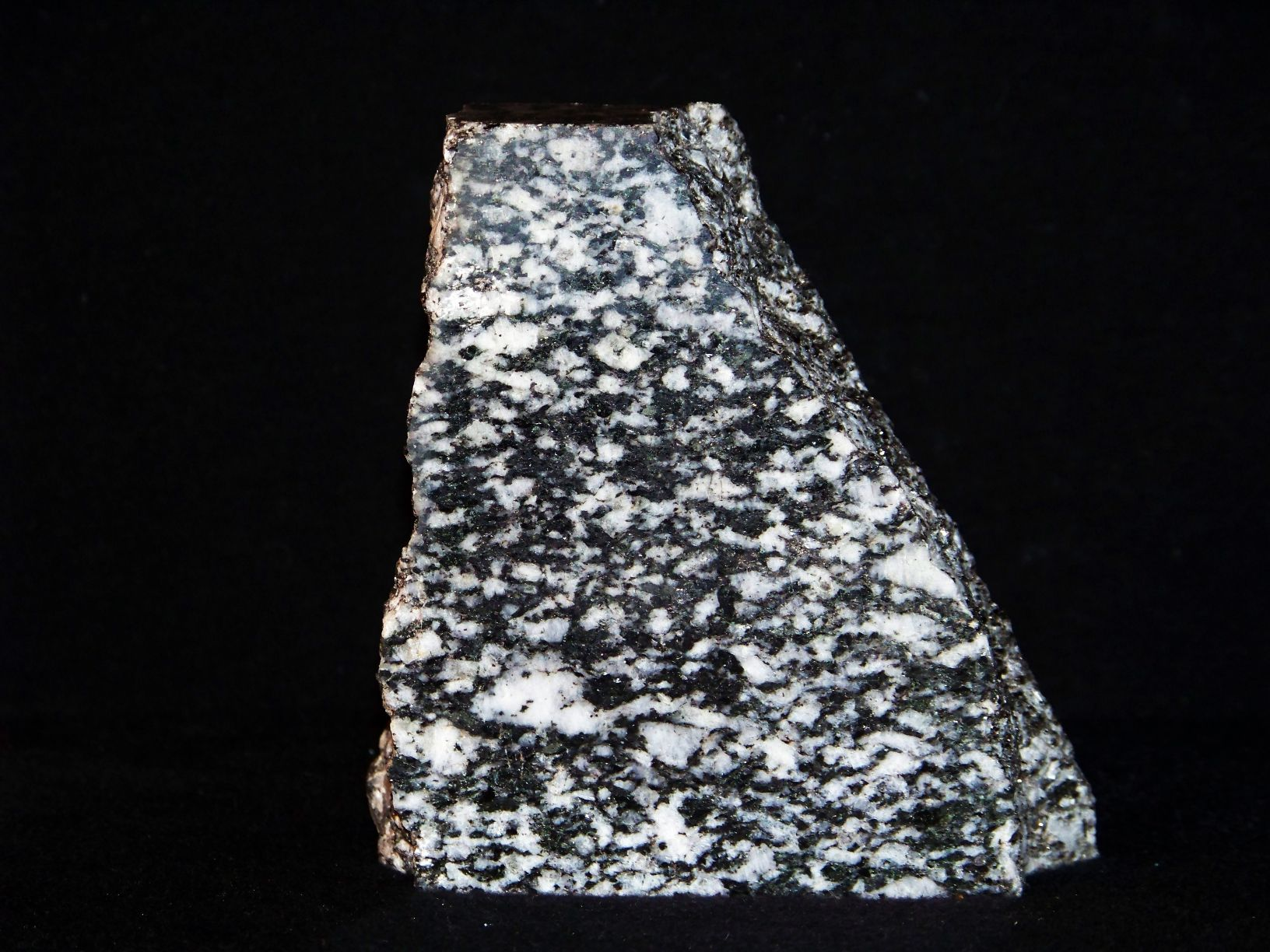
Syenit
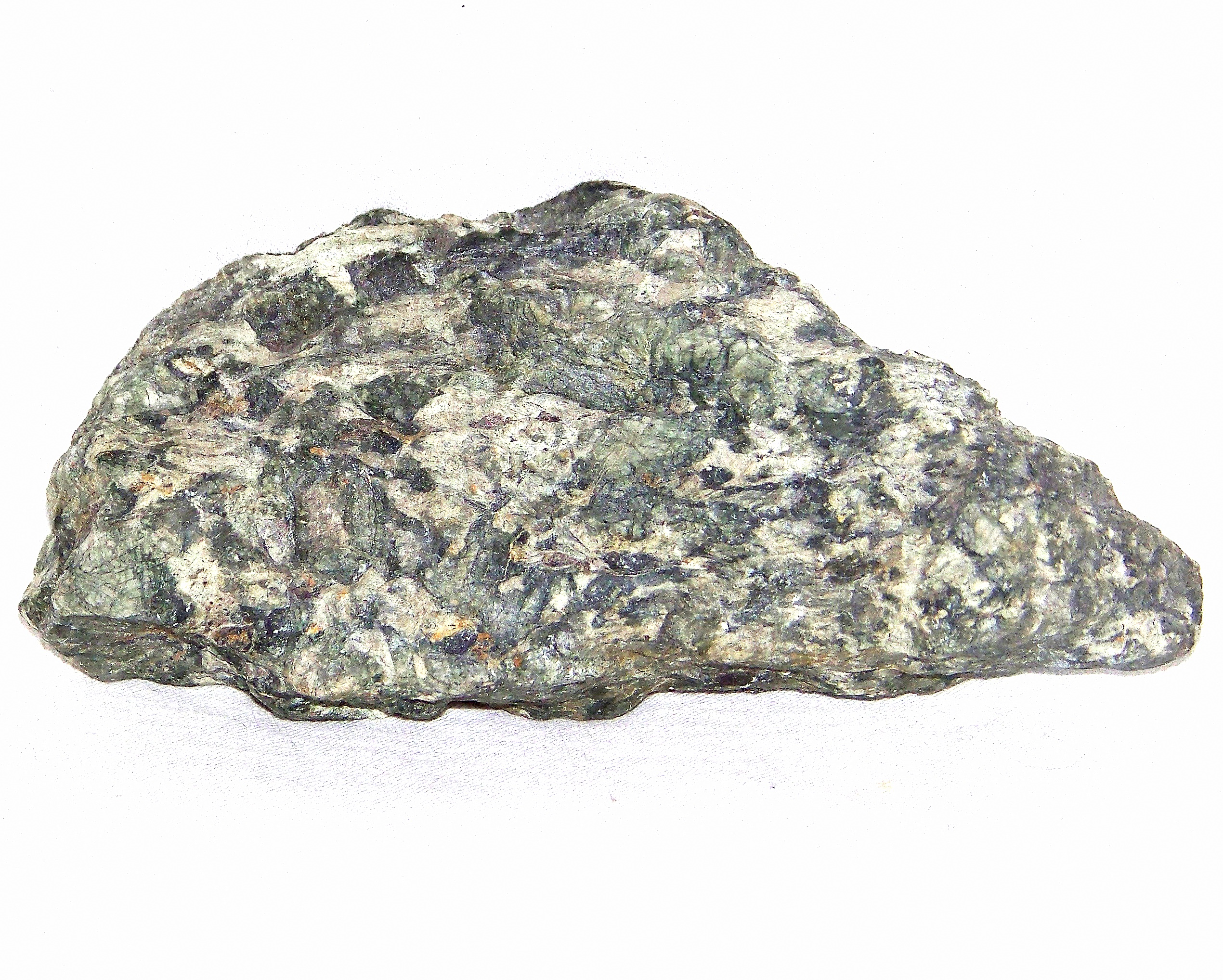
Gabro